# Ljubo Truta
Ljubo Truta, hrvaški admiral, * 20. december 1915, † 2. junij 1991.

## Življenjepis
Leta 1941 je vstopil v NOVJ in naslednje leto v KPJ; med vojno je bil poveljnik več enot. Nazadnje je bil poveljnik 9. divizije.
Po vojni je bil poveljnik divizije, načelnik štaba Poveljstva JRM, poveljnik vojaškopomorskega področja, poveljnik flote, pomočnik poveljnika za pomorske sile JLA, poveljnik armade,...